# Augusta (Georgia)
 For alternative betydninger, se Augusta. (Se også artikler, som begynder med Augusta)
Augusta er en by i den amerikanske delstat Georgia med 202.081(2020) indbyggere.
Augusta er hovedbyen Augusta-Richmond County Metropolitan Statistical Area, der i 2010 havde en anslået befolkning på 556,877, hvilket gør området til den tredjestørste by og det næststørste byområde i Georgia Atlanta. Byen er bedst kendt for hvert år i april vært for golfturneringen US Masters, der er årets første Major.
Nærmeste lufthavn er Augusta Regional Airport.

## Personer fra Augusta
- Hulk Hogan (1953-2025), født i Augusta